# Charlie Muscat
Charlie Muscat (13 gennaio 1963 – 13 gennaio 2011) è stato un calciatore maltese, di ruolo attaccante.

## Carriera

### Nazionale
Ha collezionato sei presenze con la propria Nazionale.